# ГЕС Leonel de Moura Brizola (Жакуй)
ГЕС Leonel de Moura Brizola (Жакуй) – гідроелектростанція на південному сході Бразилії у штаті Ріу-Гранді-ду-Сул. Знаходячись між ГЕС Пасу-Реал (вище по течії) та ГЕС Ітауба, входить до складу каскаду на річці Жакуй, котра біля столиці провінції міста Порту-Алегрі впадає в лиман Гуаїба сполученого з Атлантичним океаном озера-лагуни Патус.
В межах проекту річку перекрили бетонною гравітаційною греблею висотою 24,5 метра та довжиною 422 метрів, яка утримує водосховище з площею поверхні 4,43 км2 та периметром 33 км.
Зі сховища ресурс подається через прокладений у лівобережному масиві дериваційний тунель діаметром 9 метрів до розташованого за 1,7 км машинного залу, при цьому відстань між останнім та греблею по руслу річки складає біля 9 км. Основне обладнання станції становлять шість турбін типу Френсіс потужністю по 30 МВт, які при напорі у 96 метрів забезпечують виробництво 1077 млн кВт-год електроенергії на рік.